# Monte Azul Paulista (ort)
Monte Azul Paulista är en ort i Brasilien.   Den ligger i kommunen Monte Azul Paulista och delstaten São Paulo, i den sydöstra delen av landet, 600 km söder om huvudstaden Brasília. Monte Azul Paulista ligger 615 meter över havet och antalet invånare är 18 117.
Terrängen runt Monte Azul Paulista är huvudsakligen platt. Monte Azul Paulista ligger uppe på en höjd. Närmaste större samhälle är Bebedouro, 17,5 km öster om Monte Azul Paulista.
Trakten runt Monte Azul Paulista består till största delen av jordbruksmark. Runt Monte Azul Paulista är det ganska tätbefolkat, med 116 invånare per kvadratkilometer.